# Peta Mullens
Peta Mullens (Sale (Vitória), 8 de março de 1988) é uma ciclista profissional australiana. Durante sua juventude destacou no ciclismo em pista -em categoria juvenil- e no ciclismo de estrada -em categoria amador absoluta-. Desde 2013 começou a destacar no ciclismo de montanha com vários campeonatos nacionais.
Ainda que foi profissional entre 2014 e 2016 com o Wiggle, um das melhores equipas femininas do mundo, corre sobretudo sob patrocínios privados em provas de ciclismo de montanha.

## Trajectória desportiva
Entre 2004 e 2006 conseguiu vários podiums de ciclismo em pista em categoria juvenil -uma vitória entre elas-. Desde esse 2006 também começou a aparecer nos primeiros postos de corridas amadoras de ciclismo de estrada -sempre em Austrália- e isso a deu acesso a poder correr corridas internacionais profissionais, entre 2007 e 2009, conseguindo acabar sua primeira corrida da Copa do Mundo, seu primeiro Giro d'Italia Feminino e fazendo com vários posto entre as 10 primeiras de outras corridas profissionais. Também foi 3.ª na prova em Estrada dos Jogos Oceânicos 2007. Essa progressão na estrada fez que deixasse a pista.
Deixou de correr corridas internacionais temporariamente conseguindo várias corridas amadoras -ou sub-23-. Desde 2013 começou a destacar no ciclismo de montanha em seu país. Em 2014 assinou pela equipa de ciclismo de estrada do Wiggle Honda, um das melhores equipas do mundo, ainda que devido ao «síndrome de fadiga crónica» devido ao duplo compromisso -montanha e estrada- não destacou demasiado ainda que pôde conseguir um campeonato nacional em estrada em 2015 que junto a um sexto posto no G. P. Comune dei Cornaredo foram seus melhores resultados em corridas profissionais Devido a isso finalmente em fevereiro de 2016 deixou essa equipa.

## Palmarés
2007 (como amador)
- - 3.ª nos Jogos Oceânicos em Estrada

- 2013
- Mount Buller
- Campeonato da Austrália de Ciclismo de Montanha

- 2014
  - 2.ª no Campeonato da Austrália de Ciclismo de Montanha
- Campeonato da Austrália Eliminação

- 2015
- Campeonato da Austrália em Estrada  
  - 2.ª no Campeonato da Austrália de Ciclismo de Montanha 
  - 3.ª no Campeonato da Austrália Eliminação

- 2016
  - 2.ª no Campeonato da Austrália de Ciclismo de Montanha 
  - 3.ª no Campeonato Oceânico de Ciclismo de Montanha

## Resultados em Grandes Voltas e Campeonatos do Mundo
Durante sua corrida desportiva tem conseguido os seguintes postos nas Grandes Voltas femininas e nos Campeonatos do Mundo em estrada e ciclismo de montanha:
| Corrida             | 2008 | 2009 | 2010 | 2011 | 2012 | 2013 | 2014 | 2015 | 2016 | 2017 | 2018 |
| ------------------- | ---- | ---- | ---- | ---- | ---- | ---- | ---- | ---- | ---- | ---- | ---- |
| Giro d'Italia       | 80.ª | -    | -    | -    | -    | -    | 43.ª | -    | -    | -    | -    |
| Tour de l'Aude      | -    | -    | -    | -    | X    | X    | X    | X    | X    | X    | X    |
| Grande Boucle       | -    | -    | -    | X    | X    | X    | X    | X    | X    | X    | X    |
| Mundial em Estrada  | -    | -    | -    | -    | -    | -    | -    | -    | -    | -    | -    |
| Mundial de Montanha | -    | -    | -    | -    | -    | -    | 61.ª | -    |      |      |      |

-: não participa

Ab.: abandono

X: edições não celebradas

## Equipas
- Wiggle (2014-2016)
  - Wiggle Honda (2015)
  - Wiggle High5 (2016)[8]
- Hagens Berman-Supermint (2017-2018)
- Roxsolt Attaquer (2020)